# Giải thưởng Điện ảnh Rồng Xanh lần thứ 45
Giải thưởng Điện ảnh Rồng Xanh lần thứ 45 (tiếng Hàn: 제45회 청룡영화상) là một giải thưởng điện ảnh thường niên của Hàn Quốc do Sports Chosun (một tờ báo chị em của The Chosun Ilbo) tổ chức. Lễ trao giải diễn ra vào ngày 29 tháng 11 năm 2024 tại KBS Hall ở Yeouido, Seoul và được phát sóng trực tiếp trên kênh KBS2 và kênh YouTube của KBS. Han Ji-min và Lee Je-hoon đóng vai trò là người dẫn chương trình cho buổi lễ. Các đề cử cho 15 hạng mục đã được công bố vào ngày 30 tháng 10, có cho mình với 12 đề cử, Exhuma: Quật mộ trùng ma là bộ phim nhận được nhiều đề cử nhất của lễ trao giải lần này.

## Đề cử và đoạt giải
Các đề cử cho 15 hạng mục đã được công bố vào ngày 30 tháng 10.
| Phim xuất sắc nhất | Đạo diễn xuất sắc nhất |
| - 12.12: The Day ‡ - Đố anh còng được tôi - Exhuma: Quật mộ trùng ma - Muôn kiếp nhân duyên - Đẹp trai... thấy sai sai | - Jang Jae-hyun – Exhuma: Quật mộ trùng ma ‡ - Kim Sung-su – 12.12: The Day - Kim Tae-yong – Wonderland - Ryu Seung-wan – Đố anh còng được tôi - Lee Jong-pil – Bên kia biên giới                                                                         |
| Nam diễn viên chính xuất sắc nhất | Nữ diễn viên chính xuất sắc nhất |
| - Hwang Jung-min – 12.12: The Day ‡ - Lee Sung-min – Đẹp trai... thấy sai sai - Lee Je-hoon – Bên kia biên giới - Jung Woo-sung – 12.12: The Day - Choi Min-sik – Exhuma: Quật mộ trùng ma                                            | - Kim Go-eun – Exhuma: Quật mộ trùng ma ‡ - Go Ah-sung – Because I Hate Korea - Ra Mi-ran — Bà thím báo thù - Jeon Do-yeon – Đả nữ báo thù - Tang Wei — Wonderland                                                                                        |
| Nam diễn viên phụ xuất sắc nhất | Nữ diễn viên phụ xuất sắc nhất |
| - Jung Hae-in – Đố anh còng được tôi ‡ - Koo Kyo-hwan – Bên kia biên giới - Park Hae-joon – 12.12: The Day - Yoo Hae-jin – Exhuma: Quật mộ trùng ma - Lee Hee-joon – Đẹp trai... thấy sai sai                                         | - Lee Sang-hee – My Name Is Loh Kiwan ‡ - Gong Seung-yeon – Đẹp trai... thấy sai sai - Yeom Hye-ran – Bà thím báo thù - Lim Ji-yeon – Đả nữ báo thù - Han Sun-hwa — Chàng nữ phi công                                                                     |
| Nam diễn viên mới xuất sắc nhất | Nữ diễn viên mới xuất sắc nhất |
| - Noh Sang-hyun – Đôi bạn học yêu ‡ - Kang Seung-ho – House of the Seasons - Lee Do-hyun – Exhuma: Quật mộ trùng ma - Lee Jung-ha – Vũ điệu chiến thắng - Joo Jong-hyuk – Because I Hate Korea                                        | - Park Joo-hyun – Drive ‡ - Kwon Yu-ri – Dolphin - Lee Joo-myung – Chàng nữ phi công - Lee Hye-ri — Vũ điệu chiến thắng - Ha Yoon-kyung – Concerning My Daughter                                                                                          |
| Đạo diễn mới xuất sắc nhất | Kịch bản xuất sắc nhất |
| - Cho Hyun-chul – The Dream Songs ‡ - Kim Se-hwi – Following - Nam Dong-hyub– Đẹp trai... thấy sai sai - Celine Song – Muôn kiếp nhân duyên - Oh Jung-min – House of the Seasons                                                      | - Jung Mi-young, Cho Hyun-chul – The Dream Songs ‡ - Hong In-pyo, Hong Won-Chan, Lee Young-jong, Kim Sung-su – 12.12: The Day - Jang Jae-hyun – Exhuma: Quật mộ trùng ma - Celine Song – Muôn kiếp nhân duyên - Nam Dong-hyeop – Đẹp trai... thấy sai sai |
| Dựng phim xuất sắc nhất | Quay phim và ánh sáng xuất sắc nhất |
| - Kim Sang-bum – 12.12: The Day ‡ - Bae Yeon-tae – Đố anh còng được tôi - Lee Gang-hee – Bên kia biên giới - Jeong Byung-jin – Exhuma: Quật mộ trùng ma - Kim Sun-min – Đẹp trai... thấy sai sai                                      | - Lee Mo-gae, Lee Sung-hwan– Exhuma ‡ - Kang Kuk-hyun, Kim Hyo-sung — Đả nữ báo thù - Choi Yeong-hwan, Lee Jae-hyuk – Đố anh còng được tôi - Lee Mo-gae, Lee Sung-hwan – 12.12: The Day - Kim Sung-an, Lee Seung-bin– Bên kia biên giới                   |
| Đạo diễn nghệ thuật xuất sắc nhất | Âm nhạc xuất sắc nhất |
| - Seo Sung-gyeong – Exhuma: Quật mộ trùng ma ‡ - Park Il-hyeon– Đả nữ báo thù - Jang Geun-young, Eun Hee-sang – 12.12: The Day - Seo Sung-gyeong – Wonderland - Bae Jung-yoon – Bên kia biên giới                                     | - Primary – Đôi bạn học yêu ‡ - Chang Kiha – Đố anh còng được tôi - Kim Dong-wook– Vũ điệu chiến thắng - Dalpalan — Bên kia biên giới - Kim Tae-seong – Exhuma                                                                                            |
| Giải thưởng kỹ thuật | Phim ngắn xuất sắc nhất |
| - Yoo Sang-seob (Stunt) – Đố anh còng được tôi ‡ - Cho Sang-gyeong (Thiết kế phục trang) – Đả nữ báo thù - Jung Do-ahn (SFX) – 12.12: The Day - Park Byung-ju (VFX) — Wonderland - Lee Eun-ju (Trang điểm) – Exhuma: Quật mộ trùng ma | - Yurim ‡ - D-Day, Friday - A Life of One's Own - Basil and Daisy - Not Anyone's Fault |
| Ngôi sao nổi tiếng | Phim hay nhất do khán giả bình chọn |
| - Koo Kyo-hwan ‡ - Jung Hae-in ‡ - Lim Ji-yeon ‡ - Tang Wei ‡ | - 12.12: The Day ‡ - Exhuma: Quật mộ trùng ma (hạng 2) - Vây hãm: Kẻ trừng phạt (hạng 3) - Đố anh còng được tôi (hạng 4) - Chàng nữ phi công (hạng 5) |

### Phim điện ảnh nhận được nhiều giải thưởng và đề cử nhất
| Đề cử | Phim điện ảnh            |
| ----- | ------------------------ |
| 12    | Exhuma: Quật mộ trùng ma |
| 10    | 12.12: The Day           |
| 7     | Bên kia biên giới        |
| 7     | Đẹp trai... thấy sai sai |
| 7     | Đố anh còng được tôi     |
| 5     | Đả nữ báo thù            |
| 4     | Wonderland               |
| 3     | Muôn kiếp nhân duyên     |
| 3     | Vũ điệu chiến thắng      |
| 2     | Because I Hate Korea     |
| 2     | Bà thím báo thù          |
| 2     | House of the Seasons     |
| 2     | Đôi bạn học yêu          |
| 2     | The Dream Songs          |

| Giải thưởng | Phim điện ảnh            |
| ----------- | ------------------------ |
| 4           | Exhuma: Quật mộ trùng ma |
| 3           | 12.12: The Day           |
| 2           | Đố anh còng được tôi     |
| 2           | Đôi bạn học yêu          |
| 2           | The Dream Songs          |